# Refugi d'Artamont
El Refugi d'Artamont és un refugi de muntanya del terme municipal de Lladorre, a la comarca del Pallars Sobirà.
És a 1.722,1 m d'altitud, a les Bordes d'Artamont, a la dreta del Riu de Lladorre i a l'oest-sud-oest del Pla de Boavi.